# Stigmella rhamnicola
Stigmella rhamnicola là một loài bướm đêm thuộc họ Nepticulidae. Nó được tìm thấy ở Ohio.

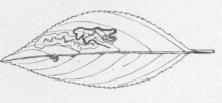
Mine

Sải cánh dài 4.2–5 mm for the summer generation và 4.4-5.6 for the winter generation. Mines have been collected in đầu tháng 7 và tháng 10 và are most abundant
in tháng 10. There are two to three generations per year.
Ấu trùng ăn Rhamnus lanceolata. Chúng ăn lá nơi chúng làm tổ. 